# NGC 7220
NGC 7220 is een lensvormig sterrenstelsel in het sterrenbeeld Waterman. Het hemelobject werd in 1886 ontdekt door de Amerikaanse astronoom Frank Muller.

## Synoniemen
- ESO 532-28
- MCG -4-52-20
- PGC 68241